# Kris Kross
Kris Kross – amerykański duet hip-hopowy pochodzący z Atlanty w stanie Georgia, w skład którego wchodzili Chris „Mac Daddy” Kelly i Chris „Daddy Mac” Smith. Sławę osiągnęli dzięki singlowi „Jump”, wydanemu w 1992 roku. Utrzymywał się na szczycie listy „Billboardu” Hot 100 przez osiem tygodni. Został także zatwierdzony jako podwójna platyna przez RIAA. Jedną z charakterystycznych cech duetu było także noszenie ubrań tyłem na przód. Duet wydał w sumie trzy albumy, które w samych Stanach Zjednoczonych, sprzedały się w nakładzie około 7 milionów egzemplarzy.

## Życiorys
Chris „Mac Daddy” Kelly (ur. 11 sierpnia 1978, zm. 1 maja 2013) i Chris „Daddy Mac” Smith (ur. 10 stycznia 1979) zostali odkryci w 1990 roku przez wówczas 19-letniego Jermaine’a Dupriego w centrum handlowym w Atlancie. Wraz z nim podpisali kontrakt muzyczny z wytwórnią Ruffhouse, po czym wydali debiutancki album pt. Totally Krossed Out. Ukazał się 31 marca 1992 roku w Stanach Zjednoczonych, gdzie osiągnął sprzedaż 4 milionów egzemplarzy. Singel „Jump” okazał się hitem, dominował na szczycie listy „Billboardu” Hot 100 przez 8 tygodni.
W 1992 roku duet wystąpił na trasie koncertowej Dangerous World Tour Michaela Jacksona oraz gościnnie pojawił się w teledysku do utworu „Jam” tego samego artysty. Obok nich wystąpił także koszykarz Michael Jordan. Klip do singla „Jump” w reżyserii Richa Murraya uplasował się na 1. miejscu w telewizji MTV. Sprzedano ponad 100 000 egzemplarzy wideo-singla na kasecie VHS. Gościli także w teledyskach takich artystów jak Run-D.M.C. („Down with the King”) i TLC („Hat 2 da Back”). Duet wystąpił też w jednym z odcinków serialu Inny świat oraz w skeczu In Living Color, 29 maja 1992 r.
Tego samego roku ukazała się oficjalna gra duetu pt. Kris Kross: Make My Video. Polegała ona na tworzeniu i edytowaniu klipów Kris Kross. Okazała się porażką. Zajęła 18. miejsce na liście „20 najgorszych gier wszech czasów” według magazynu Electronic Gaming Monthly.
W 1993 roku duet nagrał utwór „Rugrats Rap” dla serialu Pełzaki. Dostępny jest na kasecie VHS Rugrats Chuckie the Brave VHS i kompilacji The Best of Nicktoons CD. Obie produkcje zostały wydane przez kanał telewizyjny Nickelodeon przy współpracy z wytwórnią muzyczną Rhino w 1998 roku.
Duet gościnnie wystąpił w filmie komediowym Who's the Man?, obok takich muzyków jak Ice-T, House of Pain, KRS-One czy Queen Latifah.
Ich kolejny album zatytułowany Da Bomb został wydany na początku sierpnia 1993 roku. Promował go hit „Alright”, który został zatwierdzony jako złoto. Pomimo tego, że nie udało się dorównać poprzedniej produkcji, album osiągnął platynę w Stanach Zjednoczonych, a w Kanadzie złoto. Ostatni studyjny album duetu został wydany trzy lata później. Miał tytuł Young, Rich & Dangerous. Jednym z singli był utwór „Tonite’s tha Night”, który okazał się sukcesem i uzyskał status złotego. Płyta zdobyła także złoto. W tym samym roku ukazał się remix album pt. Best of Kris Kross Remixed '92 '94 '96. Premiera odbyła się 26 listopada. Dwa lata później została opublikowana ostatnia produkcja sygnowana nazwą Kris Kross Gonna Make U Jump. Album osiągnął status złotej płyty.
Chris Kelly zmarł 1 maja 2013 w swoim domu w Atlancie w wieku 34 lat. Przyczyną śmierci było najprawdopodobniej przedawkowanie narkotyków.

## Dyskografia
- 1992: Totally Krossed Out
- 1993: Da Bomb
- 1996: Young, Rich & Dangerous